# Allmänna förlaget
AB Allmänna Förlaget, ALLF, var ett statligt svenskt förlag.
Bolaget bildades för att bistå svenska myndigheter som i viss mån var skyldiga att anlita ALLF. Verksamhet inleddes den 1 juli 1969 och överlantmätare Nils Sjölin var förlagets första vd. Bland annat tog förlaget över försäljningen av Svensk författningssamling, som innan dess företagits av P.A. Norstedt & Söner.
1973 bildades Liber Grafiska där Statsföretags förlagsverksamhet samlades och Allmänna förlaget var en del. Senare samma år köptes förlaget Fritzes.
Liber var en del av Statsföretag, senare Procordia. 1993 såldes Liber till Wolters Kluwer. Återstoden av Allmänna förlaget kom senare att bedrivas under namnet Fritzes, en del av Norstedts juridik.

## Källhänvisningar
1. ↑  Kort om Fritzes historia, Norstedts juridik